# Abbaye d'Armenteira
Le monastère d'Armenteira (Santa María de Armenteira; en latin: Armentariae) est une ancienne abbaye cistercienne de la province de Pontevedra en Galice en Espagne. Il est situé dans la paroisse civile de Sainte-Marie d'Armenteira, dans la commune de Meis au nord-ouest de Pontevedra à mi-chemin de Cambados. 

## Historique
Le monastère cistercien a été fondé en 1149 par le noble Don Ero qui a rejoint l'ordre cistercien en 1162. Il appartenait à la filiation de l'abbaye primaire de Clairvaux. Le monastère a reçu des dons des rois  Alphonse VI et Ferdinand II. En 1515 ou 1523, le monastère a rejoint la Congrégation cistercienne castillane. Le désamortissement  du gouvernement de Mendizábal a entraîné la fin du monastère en 1837, qui s'est effondré jusqu'à la formation d'une société d'amis du monastère en 1963. En 1989, une communauté de religieuses trappistes d'Alloz en Navarre s'est installée dans le monastère et a commencé à fabriquer des objets liturgiques. 

## Architecture
L'extérieur de l'église, qui a été influencé par le style roman local a été entamé vers 1167 et a été achevé en 1225. Il est similaire à celui du monastère de Meira (rosace et portail voûté avec six archivoltes dans la façade ouest). 
Son style architectural répond aux préceptes du Plan Bernardin basé sur l'austérité formelle et la rigueur fonctionnelle. La nef en forme de croix latine a trois nefs, chacune avec quatre arcades ; l'allée centrale a une voûte en berceau pointue, tandis que les allées latérales sont fermées par des voûtes d'ogive; Le transept, qui ne dépasse pas la largeur de la nef, est adjacent à l'est à une chapelle latérale semi-circulaire. 
La croisée du transept est surmontée d'une tour basse avec un toit pyramidal et un dôme. Le cloître à deux étages du XVIe-XVIIe siècle est situé au sud (à droite) de l'église. L'église possède une tour ouest datant de 1778.

## Galerie d'images

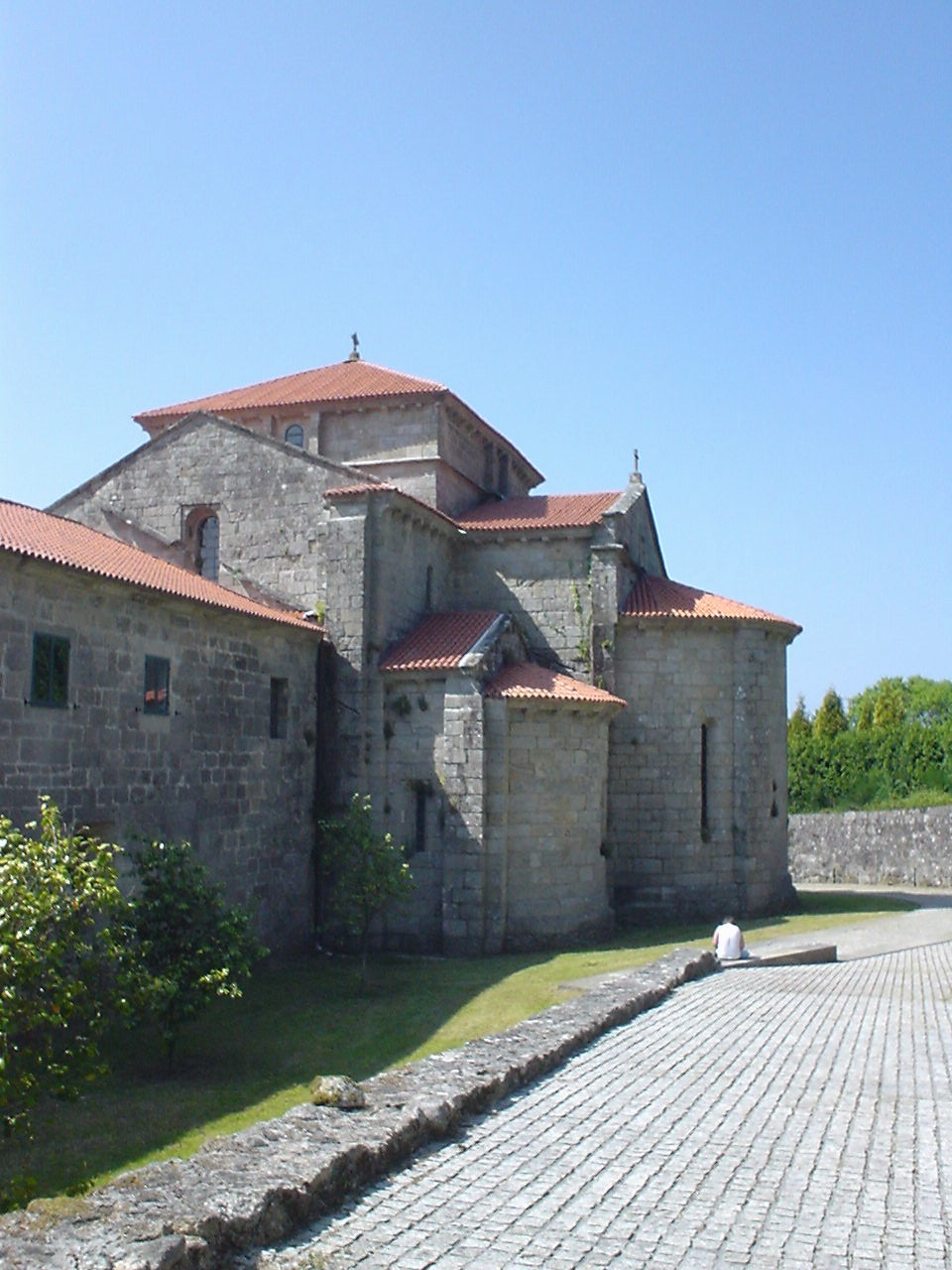
Abside sud
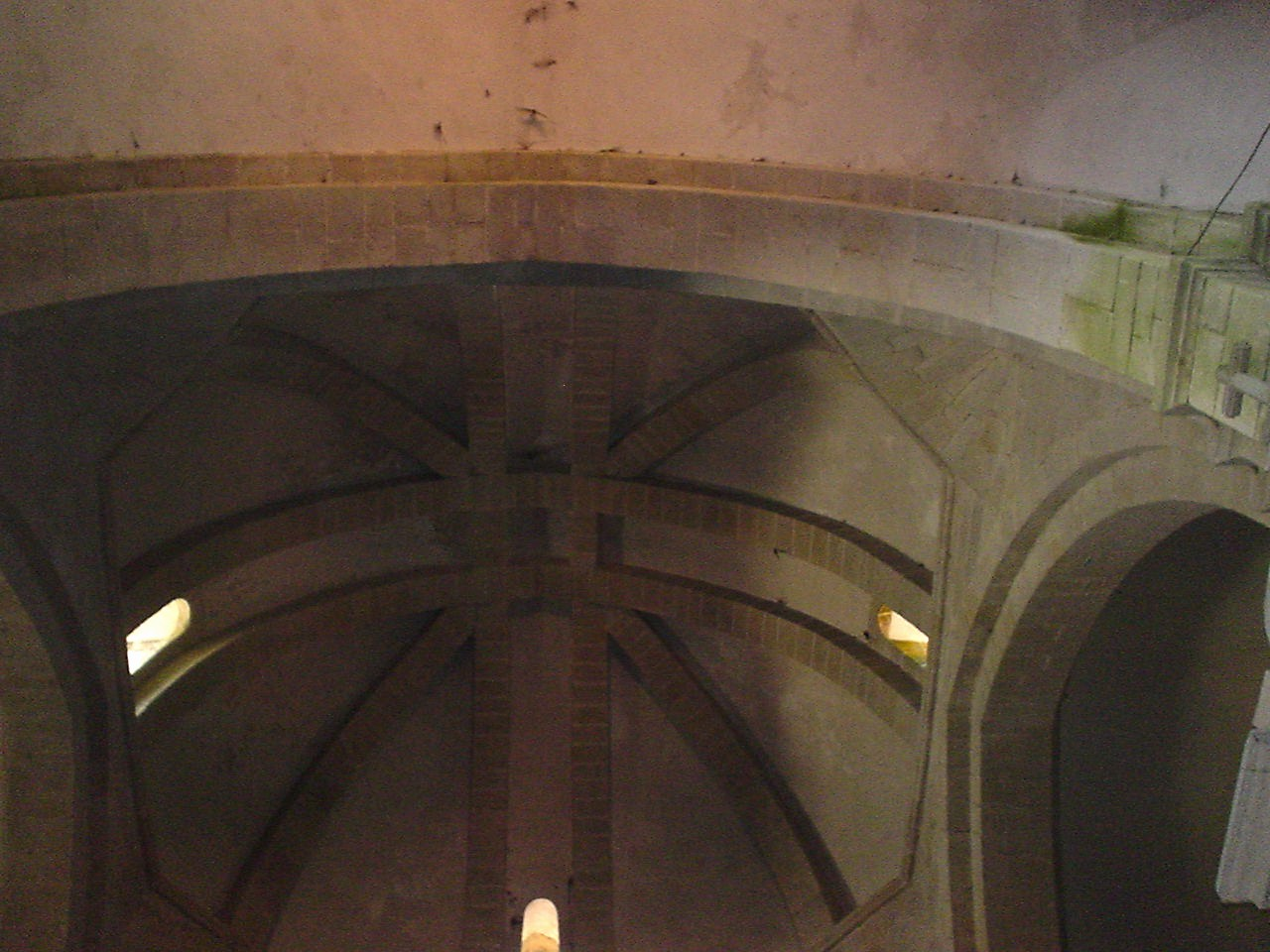
Dôme
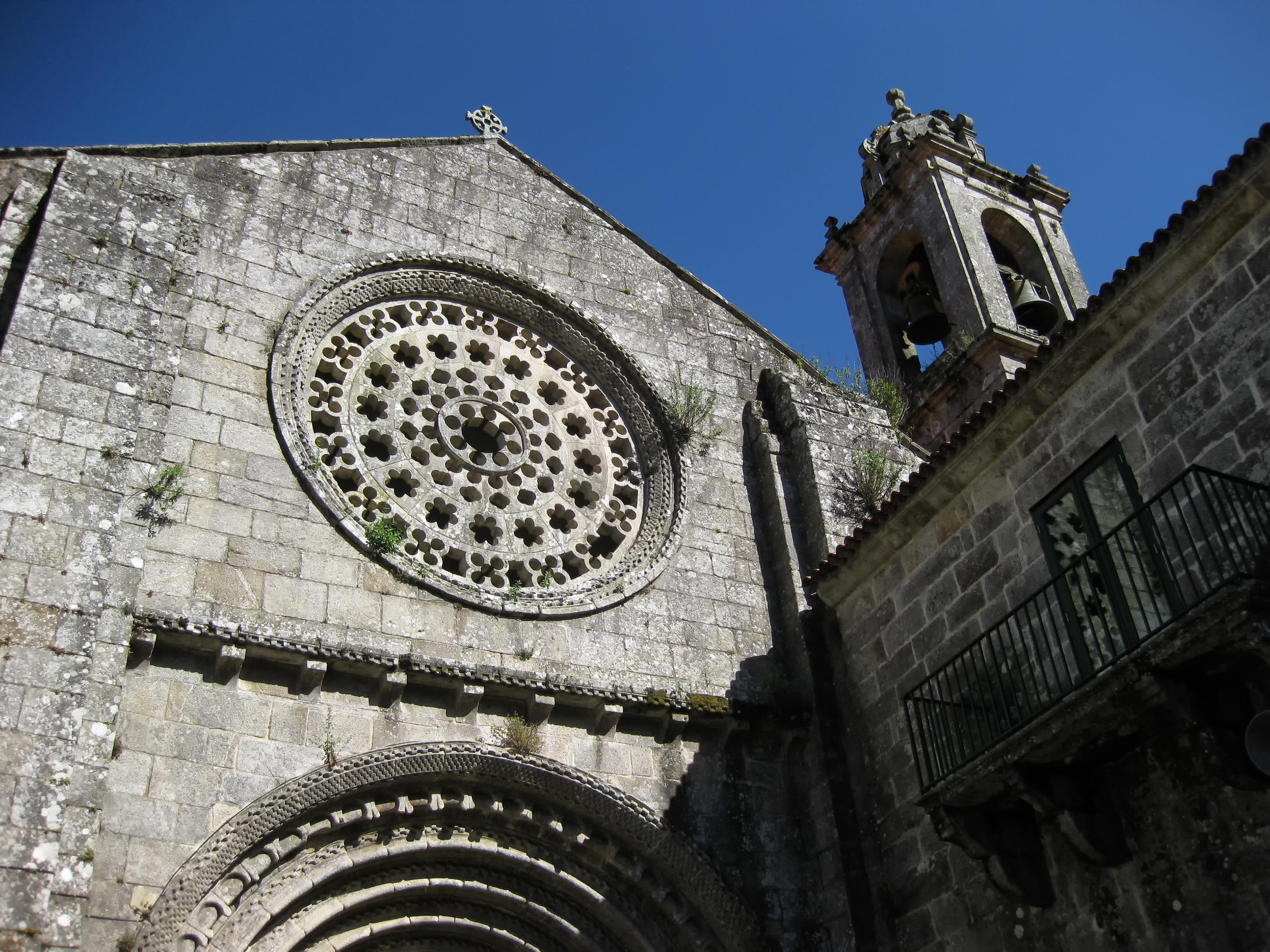
Rosace
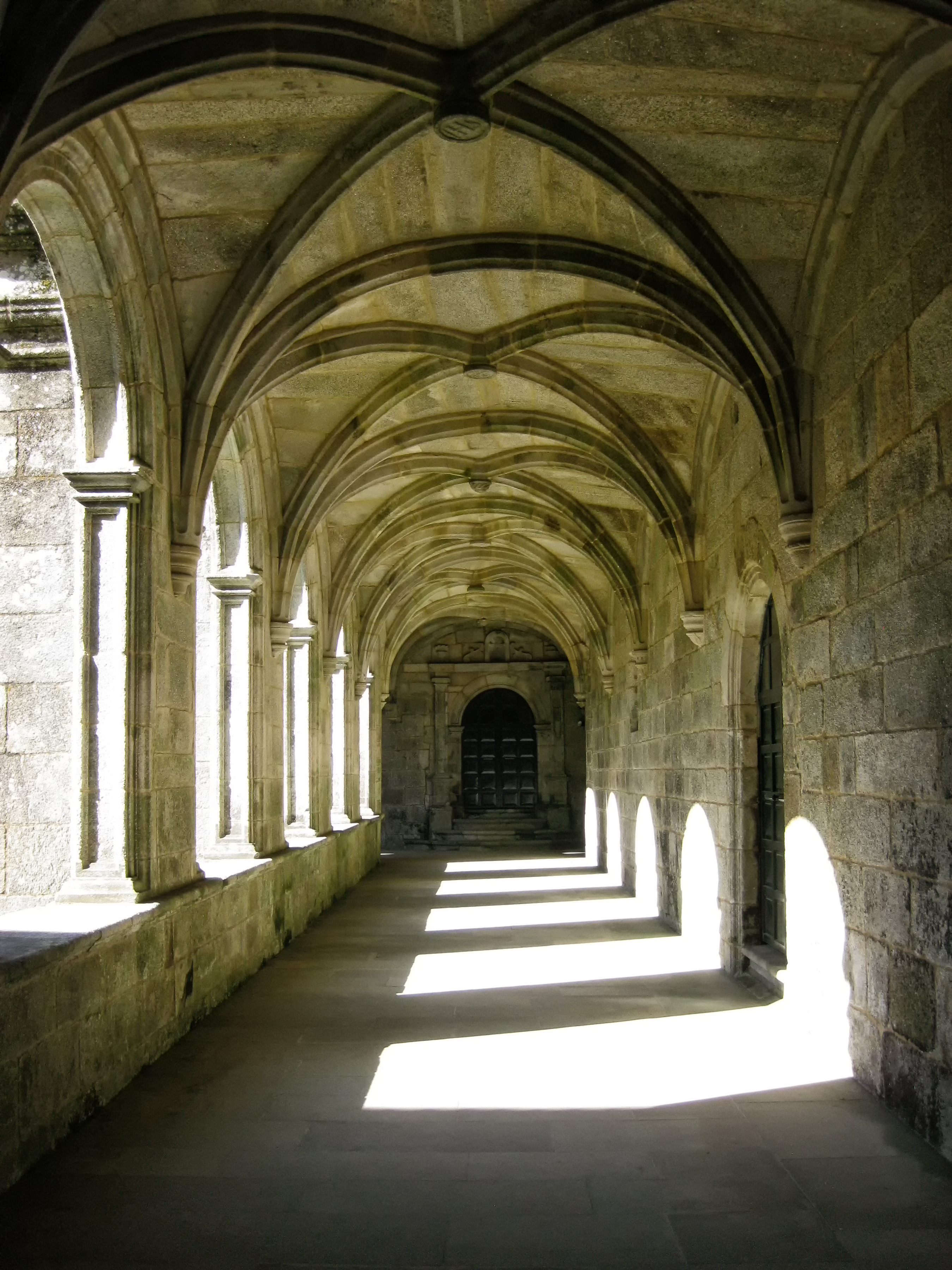
Cloître
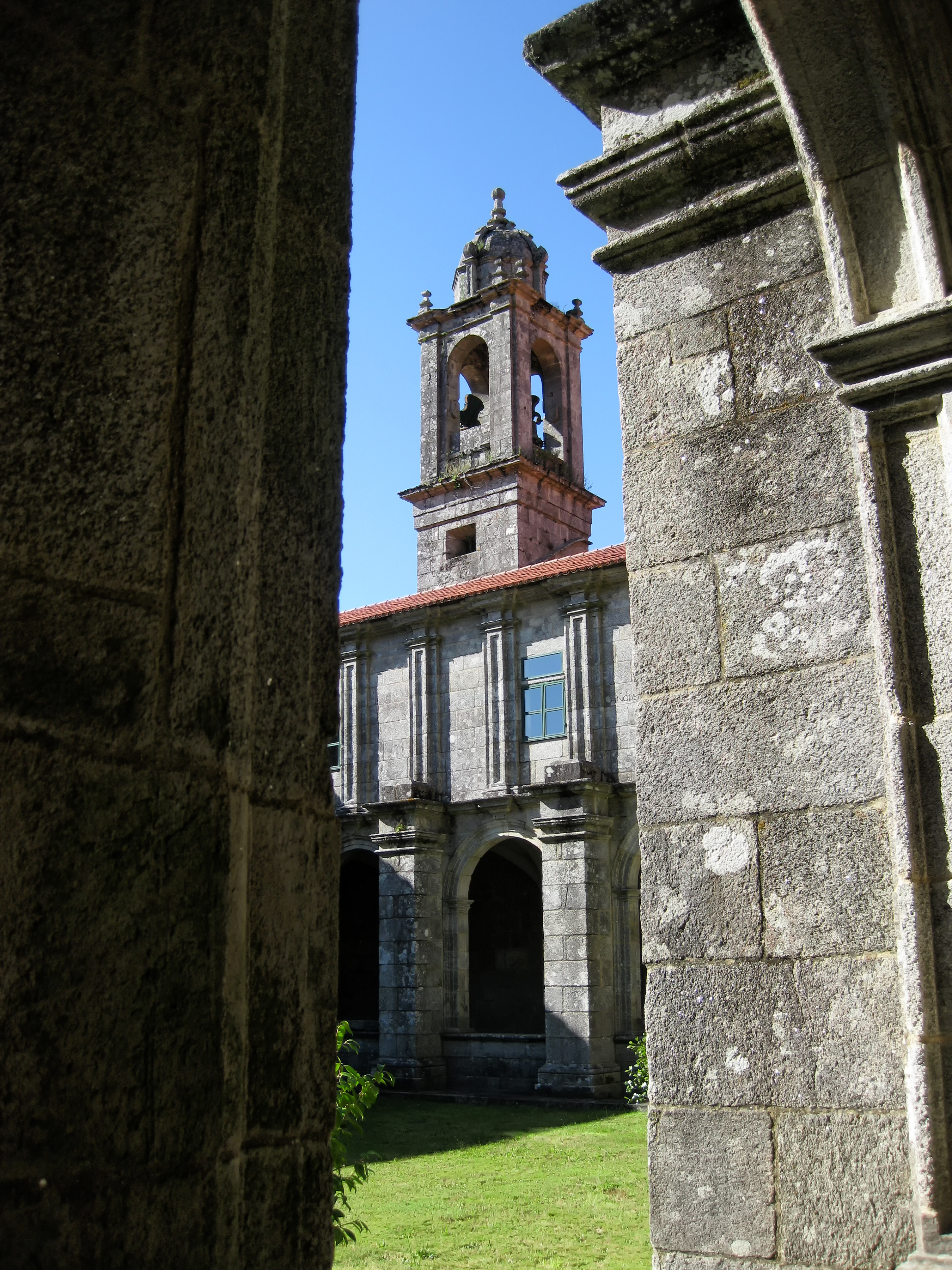
Clocher
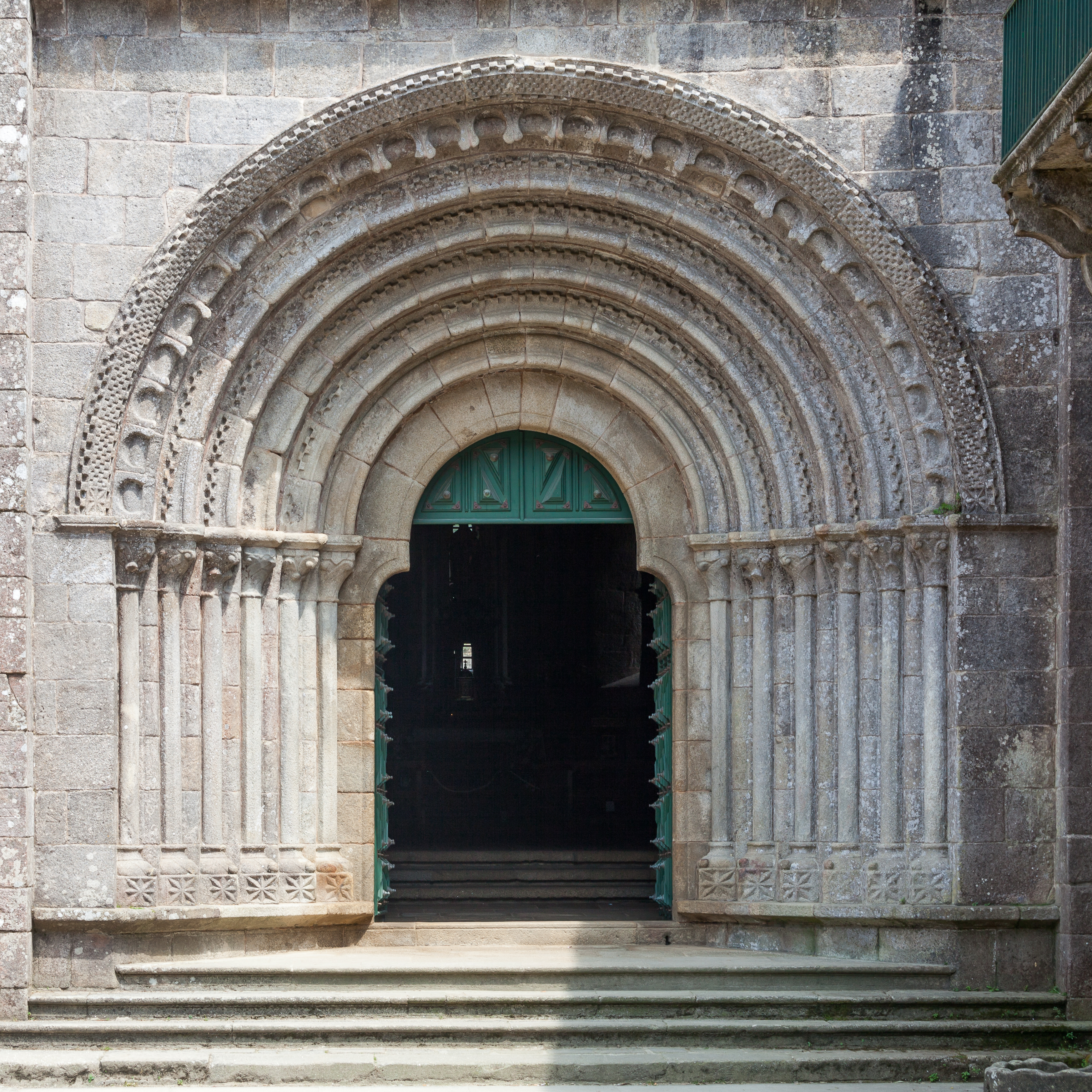
Portail
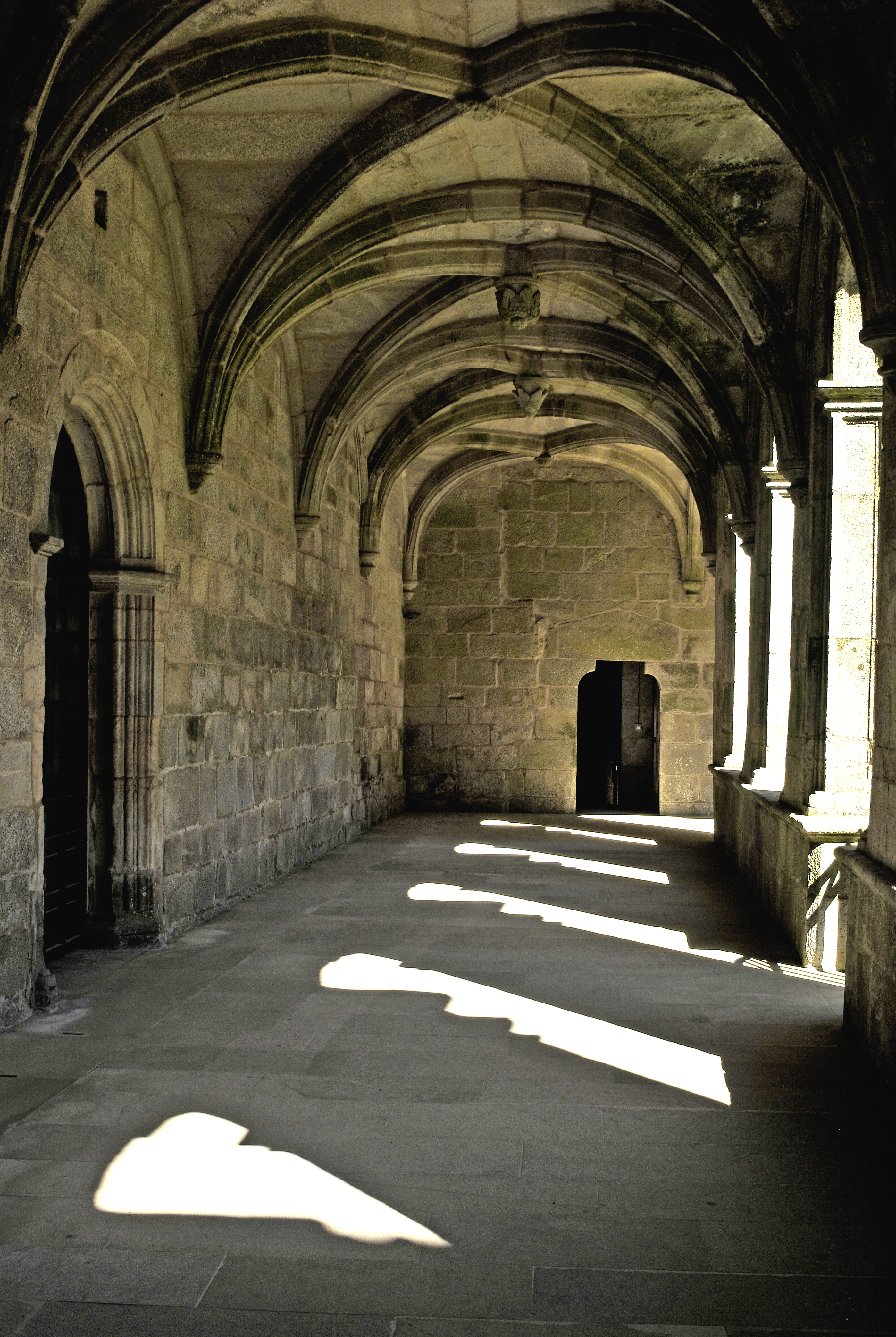
Cloître
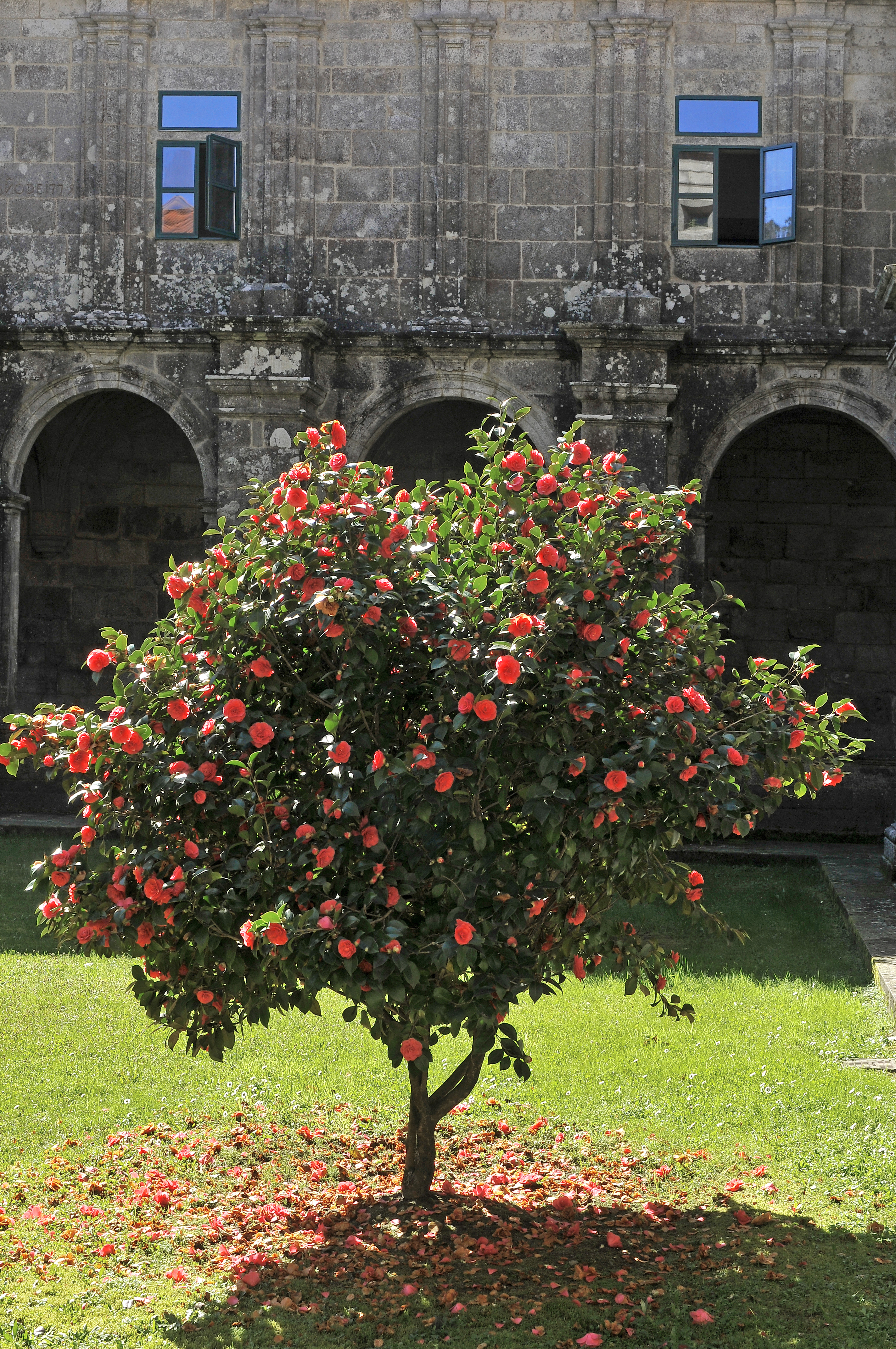